# 本光寺 (品川区)
本光寺（ほんこうじ）は、東京都品川区南品川にある、単立寺院。山号は経王山。

## 概要
往時は、真言宗といわれ、室町時代、日什により、法華宗に改宗し、経王山本光寺と改称したという。徳川家光が本光寺を訪れ、本光寺18世・日啓と増上寺・意伝が東海寺・沢庵宗彭の立会いのもと、念仏無間の問答（品川問答）をした。近年、南米アルゼンチンに流出していた上行寺の祖師像が、本光寺へ遷座された。現住は45世木村康之貫首。什師法縁。

## 歴史
- 1382年（永徳2年）本光寺が創建する。
- 1642年（寛永19年）本光寺18世・日啓と増上寺・意伝が念仏無間の問答（品川問答）をする。
- 1668年（寛文8年）妙満寺の江戸触頭となる。
- 1690年（元禄3年）梵鐘を鋳造する。
- 1923年（大正12年）関東大震災により、本堂が倒壊する。
- 1926年（大正15年）本堂を再建する。
- 1941年（昭和16年）顕本法華宗と本門宗と日蓮宗が三派合同し、日蓮宗と公称する。本光寺は本山となる。
- 1948年（昭和23年）日蓮宗を離脱する。塔頭・清光院は日蓮宗に残留する。
- 1968年（昭和43年）本堂を再建する。
- 1985年（昭和60年）三重塔と宝塔を建立する。

## 文化財
- 木造日蓮聖人坐像（品川区指定有形文化財）[4][5]

## 旧末寺
日蓮宗は昭和16年に本末を解体したため、現在では、旧本山、旧末寺と呼びならわしている。
- 大乗山清光寺（品川区南品川）塔頭
- 信弘山本念寺（文京区白山）
- 法光山善慶寺（大田区山王）
- 宝光山本榮寺（品川区南品川）

## 交通アクセス
- 京浜急行電鉄新馬場から徒歩3分（経路案内）。

## 関連文献
- 「品川宿 南品川宿上 本光寺」『新編武蔵風土記稿』 巻ノ53荏原郡ノ15、内務省地理局、1884年6月。NDLJP:763982/85。
- “品川地区の指定文化財”. 品川区ホームページ. 2020年10月6日閲覧。